# Juventus (1917)
Juventus va ser la primera publicació esportiva igualadina, en català, editada l'any 1917.
Portava el subtítol Periòdic quinzenal de sports. La redacció i l'administració era al carrer Nou, núm. 21, i s'imprimia al taller de Nicolau Poncell. Tenia vuit pàgines, a dues columnes, amb un format de 32 x 22 cm. Va sortir el 3 de gener de 1917 i va ser un número únic.
Era un periòdic d'informació esportiva. El primer que es publicava a la ciutat. En el primer article deien “Serà un periòdic quinzenal modest, que sense vulguer donar lliçons a ningú, parlarà únicament i exclusiva de sport en tots els seus caires i ho farà tan bé com sàpiga... Juventus serà encara moralment un nou element de vida per al nostre Centre de Sports: un nou factor que treballarà com ell per l'enrobustiment físic –i per tant moral– de les generes presents i de les futures”.
Estava redactat per membres del Centre de Sports, "que va ser probablement l'associació que més va impulsar la pràctica esportiva: organitzava curses ciclistes, sobretot durant les festes majors, i tenia un equip de futbol i un d'infantil". Ramon Pont i Duran n'era el director i hi havia articles d'Àngel Millà, J. Elias Juncosa, Albert Maluquer i Joan Nochs.

## Localització
- Biblioteca Central d'Igualada. Plaça de Cal Font. Igualada.